# أليساندرو رينالدي
أليساندرو رينالدي (بالإيطالية: Alessandro Rinaldi)‏ (23 نوفمبر 1974 روما إيطاليا - ) هو لاعب كرة قدم إيطالي يلعب كمدافع.

## روابط خارجية
- أليساندرو رينالدي على موقع الاتحاد الدولي (مؤرشف)  (الإنجليزية)
- أليساندرو رينالدي على موقع قاعدة بيانات كرة القدم.إي يو (الإنجليزية)
- أليساندرو رينالدي على موقع عالم كرة القدم.نت (الإنجليزية)